# Arundinarieae
Arundinarieae es una tribu de plantas herbáceas  en la familia de las poáceas. El género tipo es: Arundinaria Michx. Contiene los siguientes géneros.

## Géneros
- Acidosasa C. D. Chu & C. S. Chao ex Keng f.
- Ampelocalamus S. L. Chen et al.
- Arundinaria Michx.
- Bashania Keng f. & T. P. Yi = Arundinaria Michx.
- Borinda Stapleton
- Brachystachyum Keng ~ Semiarundinaria Makino ex Nakai
- Burmabambus Keng f. = Yushania Keng f.
- Butania Keng f. = Yushania Keng f.
- Chimonobambusa Makino
- Chimonocalamus J. R. Xue & T. P. Yi
- Clavinodum T. H. Wen = Arundinaria Michx.
- Drepanostachyum Keng f.
- Fargesia Franch. ~ Thamnocalamus Munro
- Ferrocalamus Hsueh & Keng f. ~ Indocalamus Nakai
- Gaoligongshania D. Z. Li et al.
- Gelidocalamus T. H. Wen ~ Indocalamus Nakai
- Hibanobambusa Maruy. & H. Okamura
- Himalayacalamus Keng f. ~ Thamnocalamus Munro
- Indocalamus Nakai
- Indosasa McClure
- Ludolfia Willd. = Arundinaria Michx.
- Macronax Raf. = Arundinaria Michx.
- Menstruocalamus T. P. Yi
- Metasasa W. T. Lin = Acidosasa C. D. Chu & C. S. Chao ex Keng f.
- Miegia Pers. = Arundinaria Michx.
- Neobambus Keng f., nom. inval. = Sinobambusa Makino ex Nakai
- Neosasamorpha Tatew. = Sasa Makino & Shibata
- Nipponobambusa Muroi = Sasa Makino & Shibata
- Nipponocalamus Nakai = Arundinaria Michx.
- Oligostachyum Z. P. Wang & G. H. Ye =~ Arundinaria Michx.
- Omeiocalamus Keng f., nom. inval. = Arundinaria Michx.
- Oreocalamus Keng = Chimonobambusa Makino
- Patellocalamus W. T. Lin = Ampelocalamus S. L. Chen et al.
- Phyllostachys Siebold & Zucc.
- Pleioblastus Nakai
- Polyanthus C. H. Hu & Y. C. Hu = Arundinaria Michx.
- Pseudosasa Makino ex Nakai
- Qiongzhuea Hsueh & T. P. Yi =~ Chimonobambusa Makino
- Sasa Makino & Shibata
- Sasaella Makino = Sasa Makino & Shibata
- Sasamorpha Nakai = Sasa Makino & Shibata
- Semiarundinaria Makino ex Nakai
- Shibataea Makino ex Nakai
- Sinarundinaria Nakai = Fargesia Franch.
- Sinoarundinaria Ohwi = Phyllostachys Siebold & Zucc.
- Sinobambusa Makino ex Nakai
- Thamnocalamus Munro
- Triglossum Fisch. = Arundinaria Michx.
- Tschompskia Asch. & Graebn., nom. inval. = Arundinaria Michx.
- Vietnamocalamus T. Q. Nguyen
- Yadakeya Makino = Pseudosasa Makino ex Nakai
- Yushania Keng f.